# Jynx ruficollis
Jynx ruficollis là một loài chim trong họ Picidae.